# Жаклин Боаје
Жаклин Боаје (фр. Jacqueline Boyer), рођена Жаклин Дико (фр. Jacqueline Ducos; Париз, 23. април 1941) је француска певачица, ћерка Жака Пилса и Лисјен Боаје.

## Каријера
Њена мајка била је певачица Лусијен Боаје, која је светску славу стекла интерпретацијом "Parlez-moi d'amour". Њен отац Жак Пилс био је познати певач. 1960. године направила је пробој. Песмом "Tom Pillibi" победила је на Песми Евровизије 1960. са 32 освојена бода и тиме је донела другу победу Француској. Исте године је добила награду "Le coq d’or" и глумила је у филму "Schlagerraketen – Festival der Herzen".
Након тога, певала је у уводу умисија Шарла Азнавоур. У новембру 1960. удала се за колегу Франсоа Лубиана. Путовала је у Сједињене Америчке Државе и била је ангажирана за разне ТВ емисије. У Француској, гостовала је у емисијама са Жаком Брелом и Жоржом Брасенсом. 1963. године објавила је песму "Mitsou, Mitsou" која је постала велики хит у Немачкој. Певала је и у Штургарту на церемонији избора савезног канцелара Вилија Брандта.
Након концерта у "Олимпији" 1971. уследили су многи концерти са Шарлом Азнавоуром у Немачкој, у лондонском Паладијуму, у Јапану и Њујорку. У међувремену је са мајком, поново у позоришту "Олимпија", покренула нови музички шоу у Паризу.
Њихове турнеје су их инспирисале да „американизују“ сопствени шоу. Ангажирала је нови тим музичара и променила име у Барбара Бентон. Под овим псеудонимом снимила је неколико плоча, а "Believing" и "Time and time again" су постали хитови.
Након неколико година вратила се у Француску и поново је вратила своје име. У знак сећања на мајку направила је шоу под називом "Parlez-moi d’amour", са којим је постала успешна у Канади, а потом је започела турнеју овим новим програмом у Француској.
Боаје је 2005. напустила Неји на Сени (у којем је до тада живела) и преселила се на југ Француске, близу Saint-Gaudensа.
У 2008. и 2009. години, Жаклин је објавила двије компилације на којима су биле старе популарне и необјављене песме. Прва компилација је била за немачко тржиште, а друга за француско тржиште. 2010. године објавила је нови албум на француском језику.

## Филмографија
- Caravan
- Das Rätsel der grünen Spinne
- Gauner-Serenade
- Der Nächste Urlaub kommt bestimmt
- Peppermint SodaDiabolo menthe